# Say Yeah!-もっとミラクルナイト-
Say Yeah!-もっとミラクルナイト-は、モーニング娘。の楽曲。作詞・作曲：つんく、編曲：小西貴雄。2001年1月31日発売『ベスト! モーニング娘。1』収録曲。

## 特色
- NHK-BS『デジタルドリームライブ』のイメージソング。
- 紺野あさ美はこの曲がきっかけでオーディションに応募した[要出典]。
- 2004年2月25日にリリースされたモーニング娘。さくら組「さくら満開」、モーニング娘。おとめ組「友情～心のブスにはならねぇ!～」には、それぞれのバージョンで収録｡
- 「青春を…」のセリフはそれぞれ最年少組が担当。（オリジナル：辻希美・加護亜依、さくら：新垣里沙・亀井絵里、おとめ：田中れいな・道重さゆみ）